# 千千衝倭姬命
千千衝倭姫命（ちちつくやまとひめのみこと，生卒年不詳）乃崇神天皇與御間城姬所生之皇女，其生平事蹟不詳。同母之兄弟姊妹為垂仁天皇、彥五十狹茅命、國方姬命、倭彥命、五十日鶴彥命等人，異母之兄弟姊妹則為豐城入彥命、八坂入彥命、豐鍬入姬命、大入杵命、渟名城入媛命、十市瓊入媛命等人。

## 內部連結
- 崇神天皇